# Langues du nord et du centre du Vanuatu
Les langues du nord et du centre du Vanuatu sont une sous-branche des langues océaniennes qui regroupe l’ensemble des langues au Vanuatu, à l’exception de trois langues polynésiennes et du petit groupe des langues du sud du Vanuatu. Elles sont parlées du nord du pays jusqu’à Éfaté.

## Liste des langues
Selon Ethnologue.com, cette famille regroupe 97 langues.
- Est de Santo
  - Nord : sakao
  - Sud : butmas-tur, lorediakarkar (en), polonombauk, Shark Bay (en)
- Intérieur de Malekula
  - Labo (ninde)
  - Centre de Malekula : katbol, larevat, lingarak, litzlitz, maragus, Big Nambas, nasarian, vinmavis
  - Small Nambas : Dixon Reef (en), letemboi, repanbitip (en)
- Nord-est du Vanuatu–îles Banks
  - Centre du Vanuatu : éfaté du Nord, éfaté du Sud, eton, lelepa, namakura
  - Est du Vanuatu
    - Ambae de l’Est
    - Ambae de l’Ouest
    - Ambrym du Nord
    - Ambrym du Sud-Est
    - Apma
    - Baetora
    - Dakaka
    - Dorig
    - Hano (raga)
    - Hiw
    - Koro
    - Lakon
    - Lehali
    - Lemerig
    - Lo-toga
    - Löyöp
    - Maewo central
    - Marino
    - Mota
    - Mwerlap
    - Mwesen[2]
    - Mwotlap
    - Nume
    - Olrat
    - Paama
    - Port-vato
    - Sa (saa)
    - Seke (en)
    - Sowa
    - Vera’a
    - Volow (éteint)[2]
    - Vurës

  - Epi
    - Bieria, maii
    - Lamenu-baki
      - Baki, bierebo
      - Lamenu, lewo

  - Côtes de Malekula
    - Aulua
    - Axamb
    - Burmbar
    - Mae
    - Malfaxal (na’ahai)
    - Malua Bay
    - Maskelynes
    - Mpotorovo
    - Nahavaq (South West Bay)
    - Port-sandwich
    - Rerep
    - Unua
    - Uripiv-wala-rano-atchin
    - Vao

  - Ouest de Santo
    - Akei
    - Amblong
    - Aore (éteint)
    - Araki
    - Fortsenal
    - Mavea (mafea)
    - Merei
    - Morouas
    - Narango
    - Navut
    - Nokuku
    - Piamatsina
    - Roria
    - Tamambo (malo)
    - Tambotalo
    - Tangoa
    - Tasmate
    - Tiale
    - Tolomako
    - Tutuba
    - Valpei
    - Vunapu
    - Wailapa
    - Wusi